# Lophuromys eisentrauti
Lophuromys eisentrauti (Dieterlen, 1978) è un roditore della famiglia dei Muridi endemico del Camerun.

## Descrizione

### Dimensioni
Roditore di piccole dimensioni, con la lunghezza della testa e del corpo tra 88 e 94 mm, la lunghezza della coda tra 51 e 53 mm, la lunghezza del piede tra 18 e 19 mm, la lunghezza delle orecchie di circa 14 mm.

### Aspetto
La pelliccia è soffice e poco densa. Le parti dorsali e i fianchi sono bruno-rossastri, le parti ventrali son rossastre chiare. Le zampe sono bruno-rossastre. La coda è lunga circa la metà della testa e del corpo, è scura sopra e più chiara sotto. 

## Biologia

### Comportamento
È una specie terricola.

## Distribuzione e habitat
Questa specie è conosciuta soltanto da due giovani individui catturati sul Monte Lefo, nel Camerun occidentale.
Vive nelle foreste umide tra 1.880 e 1.900 metri di altitudine, dove licheni, licopodi e felci arboree sono comuni.

## Conservazione
La IUCN Red List, considerato che questa specie è conosciuta soltanto in una località soggetta ad un continuo declino nell'estensione e nella qualità del proprio habitat, classifica L.eisentrauti come specie in pericolo (CR). È stata inserita nelle 15 specie che rischiano l'estinzione in tempi brevissimi.